# Mount Ethelred
Mount Ethelred är ett berg i Antarktis. Det ligger i Västantarktis. Argentina, Chile och Storbritannien gör anspråk på området. Toppen på Mount Ethelred är 2 470 meter över havet. Mount Ethelred ingår i Douglas Range.
Terrängen runt Mount Ethelred är bergig åt nordost, men åt sydväst är den kuperad. Trakten är obefolkad. Det finns inga samhällen i närheten.